# Létající Hamburčan

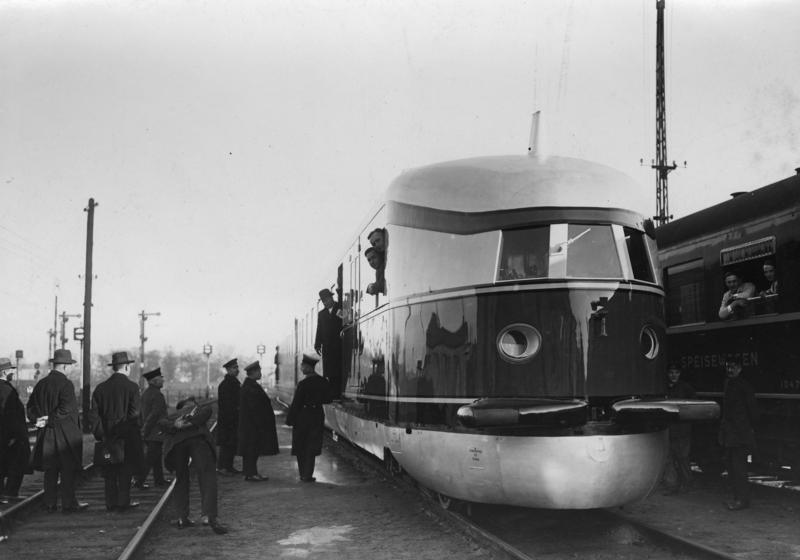
Létající Hamburčan před první zkušební jízdou

Létající Hamburčan (německy Fliegender Hamburger) byl prvním vysokorychlostním spojem Německých říšských drah (DRG). Spojoval od roku 1933 města Berlín a Hamburk. Počátek provozu tohoto spoje je spjat s nasazením motorové jednotky řady 877 – u DB ř. VT 04.0. Díky svému výjimečnému výkonu – souprava dosahovala rychlosti až 145 km/h – se Létající Hamburčan stal ve své době legendou.
Jednotka měla 98 míst ve velkoprostorových oddílech tehdejší 2. třídy a čtyři místa v bufetu. Jako znak výjimečnosti nesla fialovo-krémový nátěr po vzoru soupravy Rheingold. Tvořily ji dva vozy na třech podvozcích, z nichž střední byl typu Jakobs, tj. společný pro oba díly jednotky. Vlak poháněly dva dieselové motory Maybach, každý o výkonu 410 koní, s elektrickým přenosem výkonu.
Od 15. května 1933 byl tento spoj provozován mezi stanicemi Berlin Lehrter Bahnhof a Hamburg Hauptbahnhof. 286 km absolvoval v čase 138 minut. Tento čas byl na stejné trase znovu dosažen až v květnu 1997 spojem ICE.
„Létající Hamburčan“ se stal vzorem pro další rychlé spoje, pro něž byly postaveny další jednotky vycházející z koncepce jednotky ř. 877. Tyto jednotky nesly společné řadové označení SVT 137. Jednalo se o typy Hamburg, Köln, Leipzig a Berlin, s nimiž DRG vytvořily před 2. světovou válkou hvězdicovitou síť rychlé dopravy se středem v Berlíně. Za druhé světové války byla rychlá doprava zrušena, a to především z důvodů potřeby nafty pro vojenské účely. Jedna polovina prototypové jednotky ř. 877 se zachovala v Dopravním muzeu v Norimberku.
Od 90. let do 15. prosince 2002 nesl jeden pár spojů ICE mezi Berlínem a Hamburkem tradiční název Fliegender Hamburger.